# Gabriel Barros
Gabriel de Sousa Barros (San Paolo, 25 ottobre 2001) è un calciatore brasiliano, attaccante del Criciúma in prestito dall'Internacional.

## Carriera
Barros è approdato al settore giovanile dell'Ituano dopo aver giocato nelle giovanili di Red Bull Brasil e Osasco. Ha debuttato in prima squadra il 22 febbraio 2020 nell'incontro del Campionato Paulista vinto per 2-0 contro il Santos, ed il 26 luglio ha segnato il suo primo gol con la squadra, contro il Santo André.
Il 16 ottobre 2020 è stato prestato al Flamengo, che lo ha aggregato alla formazione Under-20. Ha esordito in prima squadra il 3 marzo 2021, disputando l'incontro del Campionato Carioca contro il Nova Iguaçu. Il 2 dicembre ha fatto ritorno all'Ituano dopo il mancato riscatto da parte del club carioca.
L'11 aprile 2023 è stato acquistato a titolo definitivo dall'Internacional. L'11 maggio ha debuttato in Série A nell'incontro perso per 2-0 contro l'Athl. Paranaense.

## Statistiche

### Presenze e reti nei club
Statistiche aggiornate al 7 dicembre 2023.
| Stagione        | Squadra         | Campionato      | Campionato | Campionato | Coppe nazionali | Coppe nazionali | Coppe nazionali | Coppe continentali | Coppe continentali | Coppe continentali | Altre coppe | Altre coppe | Altre coppe | Totale | Totale | Totale |
| Stagione        | Squadra         | Comp            | Pres       | Reti       | Comp            | Pres            | Reti            | Comp               | Pres               | Reti               | Comp        | Pres        | Reti        | Pres   | Reti   |        |
| --------------- | --------------- | --------------- | ---------- | ---------- | --------------- | --------------- | --------------- | ------------------ | ------------------ | ------------------ | ----------- | ----------- | ----------- | ------ | ------ | ------ |
| 2020            | Ituano          | A1/SP+C         | 9+5        | 2+2        | CB              | 0               | 0               |                    | -                  | -                  |             | -           | -           | 14     | 4      |        |
| 2021            | Flamengo        | A/RJ            | 4          | 0          | CB              | 0               | 0               |                    | -                  | -                  |             | -           | -           | 4      | 0      |        |
| 2022            | Ituano          | A1/SP+B         | 11+24      | 3+3        | CB              | 0               | 0               |                    | -                  | -                  |             | -           | -           | 35     | 6      |        |
| 2023            | Ituano          | A1/SP           | 13         | 1          | CB              | 2               | 0               |                    | -                  | -                  |             | -           | -           | 15     | 1      |        |
| 2023            | Internacional   | A               | 5          | 0          | CB              | 0               | 0               | CL                 | 0                  | 0                  |             | -           | -           | 5      | 0      |        |
| Totale carriera | Totale carriera | Totale carriera | 71         | 11         |                 | 2               | 0               |                    | 0                  | 0                  |             | -           | -           | 73     | 11     |        |

## Palmarès

### Club

#### Competizioni statali
- Campionato Carioca: 1

Flamengo: 2021